# Luke Gambin
Luke David Gambin (Sutton, 16 marzo 1993) è un calciatore maltese con cittadinanza britannica, centrocampista svincolato.

## Biografia
Possiede origini maltesi.

## Caratteristiche tecniche
È un esterno sinistro, in grado di agire da trequartista.

## Carriera

### Club
Muove i suoi primi passi nelle giovanili dell'AFC Wimbledon, prima di essere tesserato dal Barnet nel 2009. Il 16 gennaio 2017 firma un contratto di due anni e mezzo con il Luton Town, in Football League Two. Il 26 giugno 2019 passa a parametro zero al Colchester Utd, che il 20 gennaio 2021 lo cede in prestito al Newport County.
Il 16 luglio si trasferisce a parametro zero all'Ħamrun Spartans, nel campionato maltese. Il 16 luglio 2022 viene tesserato dal Sutton Utd, in Football League Two.

### Nazionale
Esordisce in nazionale il 27 maggio 2016 contro la Repubblica Ceca, in amichevole. Esce al 74', venendo sostituito da Llywelyn Cremona.

## Statistiche

### Presenze e reti nei club
Statistiche aggiornate all'8 ottobre 2022.
| Stagione              | Squadra               | Campionato            | Campionato | Campionato | Coppe nazionali | Coppe nazionali | Coppe nazionali | Coppe continentali | Coppe continentali | Coppe continentali | Altre coppe | Altre coppe | Altre coppe | Totale | Totale |
| Stagione              | Squadra               | Comp                  | Pres       | Reti       | Comp            | Pres            | Reti            | Comp               | Pres               | Reti               | Comp        | Pres        | Reti        | Pres   | Reti   |
| --------------------- | --------------------- | --------------------- | ---------- | ---------- | --------------- | --------------- | --------------- | ------------------ | ------------------ | ------------------ | ----------- | ----------- | ----------- | ------ | ------ |
| 2011-gen. 2012        | Hemel Hemp. Town      | SL                    | 4          | 0          | FACup+CdL       | 0               | 0               | -                  | -                  | -                  | -           | -           | -           | 4      | 0      |
| gen.-giu. 2012        | Barnet                | FL2                   | 1          | 0          | FACup+CdL       | -               | -               | -                  | -                  | -                  | FLT         | -           | -           | 1      | 0      |
| 2012-gen. 2013        | Hendon                | IL                    | 2          | 0          | FACup+CdL       | 1+0             | 0               | -                  | -                  | -                  | -           | -           | -           | 3      | 0      |
| gen.-giu. 2013        | Barnet                | FL2                   | 9          | 2          | FACup+CdL       | -               | -               | -                  | -                  | -                  | FLT         | -           | -           | 9      | 2      |
| 2013-2014             | Barnet                | FC                    | 24         | 1          | FACup+CdL       | 0               | 0               | -                  | -                  | -                  | FLT         | 1           | 0           | 25     | 1      |
| 2014-2015             | Barnet                | FC                    | 26         | 4          | FACup+CdL       | 2+0             | 0               | -                  | -                  | -                  | FLT         | 2           | 0           | 30     | 4      |
| 2015-2016             | Barnet                | FL2                   | 44         | 4          | FACup+CdL       | 2+2             | 0               | -                  | -                  | -                  | FLT         | 1           | 0           | 49     | 4      |
| 2016-gen. 2017        | Barnet                | FL2                   | 19         | 4          | FACup+CdL       | 1+1             | 0               | -                  | -                  | -                  | FLT         | 0           | 0           | 21     | 4      |
| Totale Barnet         | Totale Barnet         | Totale Barnet         | 123        | 15         |                 | 8               | 0               |                    | -                  | -                  |             | 4           | 0           | 135    | 15     |
| gen.-giu. 2017        | Luton Town            | FL2                   | 16         | 1          | FACup+CdL       | -               | -               | -                  | -                  | -                  | FLT         | 1           | 0           | 17     | 1      |
| 2017-2018             | Luton Town            | FL2                   | 13         | 1          | FACup+CdL       | 2+1             | 0               | -                  | -                  | -                  | FLT         | 4           | 1           | 20     | 2      |
| ago. 2018             | Luton Town            | FL1                   | 0          | 0          | FACup+CdL       | 0+1             | 0               | -                  | -                  | -                  | FLT         | 0           | 0           | 1      | 0      |
| Totale Luton Town     | Totale Luton Town     | Totale Luton Town     | 29         | 2          |                 | 4               | 0               |                    | -                  | -                  |             | 5           | 1           | 39     | 3      |
| ago. 2018-2019        | Crawley Town          | FL2                   | 26         | 3          | FACup+CdL       | 2+0             | 0               | -                  | -                  | -                  | FLT         | 0           | 0           | 28     | 3      |
| 2019-2020             | Colchester Utd        | FL2                   | 28+2       | 1          | FACup+CdL       | 1+5             | 0+1             | -                  | -                  | -                  | FLT         | 1           | 0           | 37     | 2      |
| 2020-gen. 2021        | Colchester Utd        | FL2                   | 11         | 0          | FACup+CdL       | 0               | 0               | -                  | -                  | -                  | FLT         | 2           | 0           | 13     | 0      |
| Totale Colchester Utd | Totale Colchester Utd | Totale Colchester Utd | 39+2       | 1          |                 | 6               | 1               |                    | -                  | -                  |             | 3           | 0           | 50     | 2      |
| gen.-giu. 2021        | Newport County        | FL2                   | 11         | 2          | FACup+CdL       | -               | -               | -                  | -                  | -                  | FLT         | -           | -           | 11     | 2      |
| 2021-2022             | Ħamrun Spartans       | PL                    | 20+5       | 2          | CM              | 3               | 0               | -                  | -                  | -                  | -           | -           | -           | 28     | 2      |
| 2022-2023             | Sutton Utd            | FL2                   | 4          | 0          | FACup+CdL       | 0+1             | 0               | -                  | -                  | -                  | FLT         | 2           | 0           | 7      | 0      |
| Totale carriera       | Totale carriera       | Totale carriera       | 265        | 25         |                 | 25              | 1               |                    | -                  | -                  |             | 14          | 1           | 304    | 27     |

### Cronologia presenze e reti in nazionale
| Cronologia completa delle presenze e delle reti in nazionale ― Malta | Cronologia completa delle presenze e delle reti in nazionale ― Malta | Cronologia completa delle presenze e delle reti in nazionale ― Malta | Cronologia completa delle presenze e delle reti in nazionale ― Malta | Cronologia completa delle presenze e delle reti in nazionale ― Malta | Cronologia completa delle presenze e delle reti in nazionale ― Malta | Cronologia completa delle presenze e delle reti in nazionale ― Malta | Cronologia completa delle presenze e delle reti in nazionale ― Malta |
| Data                                                                 | Città                                                                | In casa                                                              | Risultato                                                            | Ospiti                                                               | Competizione                                                         | Reti                                                                 | Note                                                                 |
| -------------------------------------------------------------------- | -------------------------------------------------------------------- | -------------------------------------------------------------------- | -------------------------------------------------------------------- | -------------------------------------------------------------------- | -------------------------------------------------------------------- | -------------------------------------------------------------------- | -------------------------------------------------------------------- |
| 27-5-2016                                                            | Kufstein                                                             | Rep. Ceca                                                            | 6 – 0                                                                | Malta                                                                | Amichevole                                                           | -                                                                    | 74’                                                                  |
| 31-5-2016                                                            | Klagenfurt                                                           | Austria                                                              | 2 – 1                                                                | Malta                                                                | Amichevole                                                           | -                                                                    |                                                                      |
| 31-8-2016                                                            | Pärnu                                                                | Estonia                                                              | 1 – 1                                                                | Malta                                                                | Amichevole                                                           | -                                                                    |                                                                      |
| 4-9-2016                                                             | Ta' Qali                                                             | Malta                                                                | 1 – 5                                                                | Scozia                                                               | Qual. Mondiali 2018                                                  | -                                                                    | 90+1’                                                                |
| 11-11-2016                                                           | Ta' Qali                                                             | Malta                                                                | 0 – 1                                                                | Slovenia                                                             | Qual. Mondiali 2018                                                  | -                                                                    |                                                                      |
| 15-11-2016                                                           | Ta' Qali                                                             | Malta                                                                | 0 – 2                                                                | Islanda                                                              | Amichevole                                                           | -                                                                    | 85’                                                                  |
| 26-3-2017                                                            | Ta' Qali                                                             | Malta                                                                | 1 – 3                                                                | Slovacchia                                                           | Qual. Mondiali 2018                                                  | -                                                                    | 73’                                                                  |
| 6-6-2017                                                             | Graz                                                                 | Malta                                                                | 1 – 0                                                                | Ucraina                                                              | Amichevole                                                           | -                                                                    | 60’                                                                  |
| 10-6-2017                                                            | Lubiana                                                              | Slovenia                                                             | 2 – 0                                                                | Malta                                                                | Qual. Mondiali 2018                                                  | -                                                                    | 46’                                                                  |
| 4-9-2017                                                             | Glasgow                                                              | Scozia                                                               | 2 – 0                                                                | Malta                                                                | Qual. Mondiali 2018                                                  | -                                                                    | 71’                                                                  |
| 5-10-2017                                                            | Ta' Qali                                                             | Malta                                                                | 1 – 1                                                                | Lituania                                                             | Qual. Mondiali 2018                                                  | -                                                                    | 86’                                                                  |
| 8-10-2017                                                            | Trnava                                                               | Slovacchia                                                           | 3 – 0                                                                | Malta                                                                | Qual. Mondiali 2018                                                  | -                                                                    | 76’                                                                  |
| 12-11-2017                                                           | Ta' Qali                                                             | Malta                                                                | 0 – 3                                                                | Estonia                                                              | Amichevole                                                           | -                                                                    | 78’                                                                  |
| 22-3-2018                                                            | Ta' Qali                                                             | Malta                                                                | 0 – 1                                                                | Lussemburgo                                                          | Amichevole                                                           | -                                                                    | 77’                                                                  |
| 26-3-2018                                                            | Belek                                                                | Finlandia                                                            | 5 – 0                                                                | Malta                                                                | Amichevole                                                           | -                                                                    |                                                                      |
| 1-6-2018                                                             | Schwaz                                                               | Malta                                                                | 0 – 1                                                                | Georgia                                                              | Amichevole                                                           | -                                                                    | 58’                                                                  |
| 17-11-2018                                                           | Ta' Qali                                                             | Malta                                                                | 0 – 5                                                                | Kosovo                                                               | UEFA Nations League 2018-2019 - 1º turno                             | -                                                                    |                                                                      |
| 7-6-2019                                                             | Solna                                                                | Svezia                                                               | 3 – 0                                                                | Malta                                                                | Qual. Euro 2020                                                      | -                                                                    |                                                                      |
| 10-6-2019                                                            | Ta' Qali                                                             | Malta                                                                | 0 – 4                                                                | Romania                                                              | Qual. Euro 2020                                                      | -                                                                    | 68’                                                                  |
| 8-9-2019                                                             | Ploiești                                                             | Romania                                                              | 1 – 0                                                                | Malta                                                                | Qual. Euro 2020                                                      | -                                                                    | 81’                                                                  |
| 12-10-2019                                                           | Ta' Qali                                                             | Malta                                                                | 0 – 4                                                                | Svezia                                                               | Qual. Euro 2020                                                      | -                                                                    |                                                                      |
| 15-10-2019                                                           | Tórshavn                                                             | Fær Øer                                                              | 1 – 0                                                                | Malta                                                                | Qual. Euro 2020                                                      | -                                                                    | 71’                                                                  |
| 3-9-2020                                                             | Tórshavn                                                             | Fær Øer                                                              | 3 – 2                                                                | Malta                                                                | UEFA Nations League 2020-2021 - 1º turno                             | -                                                                    |                                                                      |
| 6-9-2020                                                             | Ta' Qali                                                             | Malta                                                                | 1 – 1                                                                | Lettonia                                                             | UEFA Nations League 2020-2021 - 1º turno                             | -                                                                    |                                                                      |
| 10-10-2020                                                           | Andorra la Vella                                                     | Andorra                                                              | 0 – 0                                                                | Malta                                                                | UEFA Nations League 2020-2021 - 1º turno                             | -                                                                    |                                                                      |
| 13-10-2020                                                           | Riga                                                                 | Lettonia                                                             | 0 – 1                                                                | Malta                                                                | UEFA Nations League 2020-2021 - 1º turno                             | -                                                                    | 89’                                                                  |
| 14-11-2020                                                           | Ta' Qali                                                             | Malta                                                                | 3 – 1                                                                | Andorra                                                              | UEFA Nations League 2020-2021 - 1º turno                             | -                                                                    | 89’                                                                  |
| 17-11-2020                                                           | Ta' Qali                                                             | Malta                                                                | 1 – 1                                                                | Fær Øer                                                              | UEFA Nations League 2020-2021 - 1º turno                             | -                                                                    |                                                                      |
| 27-3-2021                                                            | Trnava                                                               | Slovacchia                                                           | 2 – 2                                                                | Malta                                                                | Qual. Mondiali 2022                                                  | 1                                                                    | 68’                                                                  |
| 30-3-2021                                                            | Fiume                                                                | Croazia                                                              | 3 – 0                                                                | Malta                                                                | Qual. Mondiali 2022                                                  | -                                                                    | 81’                                                                  |
| 4-9-2021                                                             | Lubiana                                                              | Slovenia                                                             | 1 – 0                                                                | Malta                                                                | Qual. Mondiali 2022                                                  | -                                                                    | 73’                                                                  |
| 8-10-2021                                                            | Ta' Qali                                                             | Malta                                                                | 0 – 4                                                                | Slovenia                                                             | Qual. Mondiali 2022                                                  | -                                                                    | 57’                                                                  |
| 1-6-2022                                                             | Ta' Qali                                                             | Malta                                                                | 0 – 1                                                                | Venezuela                                                            | Amichevole                                                           | -                                                                    | 64’                                                                  |
| 9-6-2022                                                             | Ta' Qali                                                             | Malta                                                                | 1 – 2                                                                | Estonia                                                              | UEFA Nations League 2022-2023 - 1º turno                             | -                                                                    | 80’                                                                  |
| 12-6-2022                                                            | Ta' Qali                                                             | Malta                                                                | 1 – 0                                                                | San Marino                                                           | UEFA Nations League 2022-2023 - 1º turno                             | -                                                                    | 71’                                                                  |
| 20-11-2022                                                           | Ta' Qali                                                             | Malta                                                                | 0 – 1                                                                | Irlanda                                                              | Amichevole                                                           | -                                                                    | 67’                                                                  |
| Totale                                                               |                                                                      | Presenze                                                             | 36                                                                   |                                                                      | Reti                                                                 | 1                                                                    |                                                                      |

## Palmarès

### Club

#### Competizioni nazionali
- Football Conference: 1

Barnet: 2014-2015